# Vetenskapsåret 1743

## Händelser
- Christopher Packe skapar en geologisk karta över sydöstra England.

### Astronomi
- Okänt datum - Stora kometen 1744 (C/1743 X1) upptäcks (sic.) upptäcks av Jan de Munck från Middelburg och, senare de Chéseaux och Klinkenberg.[1]

## Pristagare
- Copleymedaljen: Abraham Trembley, schweizisk naturforskare.

## Födda
- 13 februari - Joseph Banks (död 1820), engelsk naturforskare och botaniker.
- 28 februari - René Just Haüy (död 1822), fransk mineralog.
- 4 juli - Samuel Gottlieb Gmelin (död 1774), tysk naturforskare.
- 17 augusti - Eberhard August Wilhelm von Zimmermann (död 1815), tysk geograf och zoolog.
- 26 augusti - Antoine Lavoisier (död 1794), fransk kemist.
- 29 augusti - Johan Jacob Ferber (död 1790), svensk mineralog och kemist.
- 17 september - Marquis de Condorcet (död 1794), fransk matematiker.
- 11 november - Carl Peter Thunberg (död 1828), svensk botaniker.
- 1 december - Martin Heinrich Klaproth (död 1817), tysk kemist.
- Lucia Galeazzi Galvani (död 1788), italiensk forskare
- Elisabeth Christina von Linné (död 1782), svensk botaniker.

## Avlidna
- 13 juni - Daniel Menlös (född 1699), svensk matematiker.

### Fotnoter
1. ↑  De Munck, J. (1744). Sterrekundige Waarneemingen op de Comeet of Staart-Sterre: Sedert den 29 November des Jaars 1743; tot op den 1 Maart van den Jaare 1744. Amsterdam; Middelburg: Isaak Tirion; Hendrik van Hoekke